# 루멘산
루멘산(영어: rumenic acid)은 반추동물의 지방 및 유제품에서 발견되는 공액리놀레산이다. 루멘산은 오메가-7 트랜스 지방산이며, 보빈산(영어: bovinic acid)이라고도 한다. 루멘산의 축약명은 시스-9, 트랜스-11 18:2 산이다. 루멘산이라는 이름은 1998년에 J. 크레이머(J. Kramer) 등에 의해 제안되었다. 루멘산은 반추위에서 식이 다불포화 지방산의 수소화에 의해 박센산과 함께 형성된다. 루멘산은 유제품의 총 공액리놀레산 함량의 85~90%를 차지하는 주요 식이 형태로 간주될 수 있다.

## 같이 보기
- 오메가-7 지방산